# جون إدموند ميلز
جون إدموند ميلز (بالإنجليزية: John Edmund Mills)‏ هو سياسي بريطاني (وحمل سابقاً جنسية المملكة المتحدة لبريطانيا العظمى وأيرلندا)، ولد في 2 سبتمبر 1882، وتوفي في 11 نوفمبر 1951. حزبياً، نشط في حزب العمال. في الانتخابات الفرعية في مجلس العموم البريطاني ‏، انتخب عضو برلمان المملكة المتحدة الـ31 عن دائرة دارتفورد (27 مارس 1920 – 26 أكتوبر 1922) وفي الانتخابات العامة في المملكة المتحدة 1923 ‏، انتخب عضو برلمان المملكة المتحدة الـ33 عن دائرة دارتفورد (6 ديسمبر 1923 – 9 أكتوبر 1924) وفي الانتخابات العامة في المملكة المتحدة 1929 ‏، انتخب عضو برلمان المملكة المتحدة الـ35 عن دائرة دارتفورد (30 مايو 1929 – 7 أكتوبر 1931).